# Hanna Schygulla
Hanna Schygulla (Königshütte, 25 dicembre 1943) è un'attrice e cantante tedesca.

## Biografia
Hanna Schygulla è nata nel Voivodato della Slesia, in un paese nei sobborghi di Katowice, durante l'occupazione nazista della Polonia, da Joseph Schygulla, commerciante di legname, e Antonie Mzyk. Durante i suoi studi di filologia germanica a Monaco di Baviera, scopre il teatro sperimentale e si lega a doppio filo con uno dei suoi animatori, Rainer Werner Fassbinder, che diventa qualche anno più tardi uno dei maggiori esponenti del cosiddetto nuovo cinema tedesco. Con lui e con altri otto soci fonda, sempre a Monaco, l'Antiteatro. Di questi anni sono le messe in scena de L'opera del mendicante (Die Bettleroper) e Paradise sorry now (Paradiso scusate tanto), entrambe con Fassbinder, Kikeriki (Chicchirichì) di Peter Stein, Blut am Hals der Katze (Sangue sulla gola del gatto), Liliom e Bremer Freiheit (Libertà di Brema) ancora con Fassbinder.
Diretta da lui, esordisce anche nel cinema nel 1969 con L'amore è più freddo della morte, primo lungometraggio di Fassbinder. Il lavoro insieme prosegue con Il fabbricante di gattini, Dei della peste, Attenzione alla puttana santa, Le lacrime amare di Petra von Kant (1972), trasposizione cinematografica del lavoro teatrale di Fassbinder, e con il prezioso bianco e nero di Effi Briest (1974), tratto dall'omonimo romanzo di Theodor Fontane. Nel 1971 lavora come assistente alla regia di Peer Raben nell'originale televisivo Die Ahnfrau (L'antenata). La recitazione di Hanna è stanca e riflessiva: soprattutto in questi primi film non si sa se l'aria trasognata e lo sguardo nel vuoto siano frutto di una imposizione registica o di una voluta tecnica di "straniamento", o se tutto derivi da una innata lentezza che fa parte del carattere della stessa Schygulla.
Il successo internazionale arriva con Il matrimonio di Maria Braun (1978), primo film di Fassbinder che esce dai confini dei cineclub e approda alla distribuzione nelle sale anche in Italia, doppiato. Premiata con l'Orso d'argento per la migliore attrice al Festival di Berlino 1979, in questo film la Schygulla sperimenta dapprima gli orrori della guerra, poi la malvagità e gli inganni degli uomini. A questa fortunata pellicola segue il kolossal televisivo Berlin Alexanderplatz, tratto dal libro omonimo di Alfred Döblin, e la coproduzione italo-tedesca Lili Marleen, in cui è accanto a Giancarlo Giannini, sempre sotto la direzione di Fassbinder. Con gli anni ottanta, arrivano le prime richieste di altre produzioni, ma Hanna si riserva sempre la facoltà di scegliere i copioni più significativi e di lavorare solo con i registi che le ispirano fiducia: appare così ne Il mondo nuovo (1982) di Ettore Scola, Passion (1982) di Jean-Luc Godard e in Storia di Piera (1983, per cui vinse il premio per la miglior interpretazione femminile al Festival di Cannes e un David di Donatello speciale) e Il futuro è donna (1984), entrambi diretti da Marco Ferreri.
Scomparsa la figura carismatica di Fassbinder, con il quale aveva girato 23 film, la Schygulla non ha quasi più trovato ruoli di spessore. Nel 1986 ha avuto una piccola parte nel film d'azione Delta Force diretto da Menahem Golan. Nel 1987 è stata invece accanto a Marcello Mastroianni nella coproduzione internazionale Miss Arizona, per la regia dell'ungherese Pál Sándor. Nel 1991 ha partecipato con un ruolo marginale a L'altro delitto di Kenneth Branagh. 
Dal 1981 al 2014 Hanna Schygulla ha vissuto a Parigi e si è esibita anche nei teatri francesi come chanteuse, interpretando brani d'autore. Negli anni novanta ha inciso l'album Hanna Schygulla chante/singt. Nel 2007 il Reykjavík International Film Festival le ha conferito il Premio alla carriera. Dal 2015 risiede a Berlino.

## Filmografia

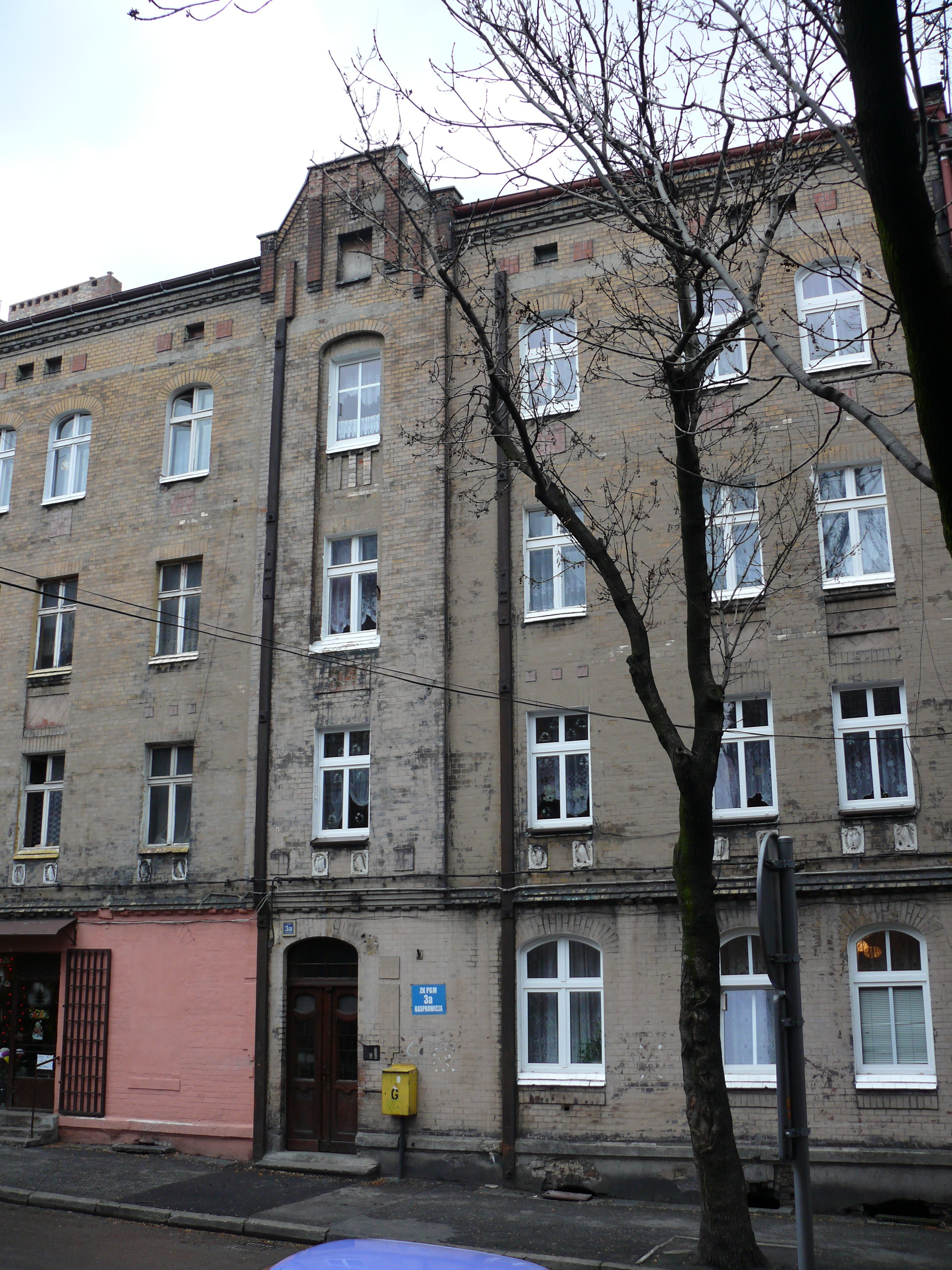
Casa natale di Hanna Schygulla

### Cinema
- Scene di caccia in bassa Baviera (Jagdszenen aus Niederbayern), regia di Peter Fleischmann (1969)
- L'amore è più freddo della morte (Liebe ist kälter als der Tod), regia di Rainer Werner Fassbinder (1969)
- Il fabbricante di gattini (Katzelmacher), regia di Rainer Werner Fassbinder (1969)
- Kuckucksei im Gangsternest, regia di Franz Josef Spieker (1969)
- Dei della peste (Götter der Pest), regia di Rainer Werner Fassbinder (1970)
- Perché il signor R. è colto da follia improvvisa? (Warum läuft Herr R. Amok), regia di Rainer Werner Fassbinder (1970)
- Mathias Kneissl, regia di Reinhard Hauff (1970)
- Whity, regia di Rainer Werner Fassbinder (1971)
- Attenzione alla puttana santa (Warnung vor einer heiligen Nutte), regia di Rainer Werner Fassbinder (1971)
- Il mercante delle quattro stagioni (Händler der vier Jahreszeiten), regia di Rainer Werner Fassbinder (1972)
- Le lacrime amare di Petra von Kant (Die bitteren Tränen der Petra von Kant), regia di Rainer Werner Fassbinder (1972)
- Effi Briest, regia di Rainer Werner Fassbinder (1974)
- Falso movimento (Falsche Bewegung), regia di Wim Wenders (1975)
- Der Stumme, regia di Gaudenz Meili (1976)
- Ansichten eines Clowns (Opinioni di un clown), regia di Vojtěch Jasny (1976)
- Il matrimonio di Maria Braun (Die Ehe der Maria Braun), regia di Rainer Werner Fassbinder (1979)
- La terza generazione (Die dritte Generation), regia di Rainer Werner Fassbinder (1979)
- Lili Marleen, regia di Rainer Werner Fassbinder (1981)
- L'inganno (Die Fälschung), regia di Volker Schlöndorff (1981)
- Il mondo nuovo (La nuit de Varennes), regia di Ettore Scola (1982)
- Passion, regia di Jean-Luc Godard (1982)
- Antonieta, regia di Carlos Saura (1982)
- Storia di Piera, regia di Marco Ferreri (1983)
- Lucida follia (Heller Wahn), regia di Margarethe von Trotta (1983)
- Un amore in Germania (Eine Liebe in Deutschland), regia di Andrzej Wajda (1983)
- Il futuro è donna, regia di Marco Ferreri (1984)
- Delta Force (The Delta Force), regia di Menahem Golan (1986)
- Forever, Lulù, regia di Amos Kollek (1987)
- Miss Arizona, regia di Pál Sándor (1988)
- Oro di Abramo (Abrahams Gold), regia di Jörg Graser (1990)
- L'ultima luna - L'avventura di Catherine C. (Aventure de Catherine C.), regia di Pierre Beuchot (1990)
- L'altro delitto (Dead Again), regia di Kenneth Branagh (1991)
- Golem - Lo spirito dell'esilio (Golem, l'esprit de l'exil), regia di Amos Gitai (1992)
- Warszawa. Année 5703, regia di Janusz Kijowski (1992)
- Gibellina, Metamorphosis of a Melody, regia di Amos Gitai (1992)
- Madame Bäurin, regia di Franz Xaver Bogner (1993)
- Mavi Surgun, regia di Erden Kiral (1993)
- Golem. Il giardino pietrificato (Golem, le jardin pétrifié), regia di Amos Gitai (1993)
- Hey Stranger, regia di Peter Woditsch (1994)
- Aux petits bonheurs, regia di Michel Deville (1994)
- Cento e una notte (Les cent et une nuits de Simon Cinéma), regia di Agnès Varda (1995)
- Pakten, regia di Leidulv Risan (1995)
- Lea, regia di Ivan Fíla (1996)
- Milim, regia di Amos Gitai (1996)
- La niña dei tuoi sogni (La niña de tus ojos), regia di Fernando Trueba (1998)
- Black Out p.s. Red Out, regia di Menelaos Karamaghiolis (1998)
- Hanna Schygulla Sings, regia di Andreas Morell (1999)
- Le armonie di Werckmeister (Werckmeister harmóniák), regia di Béla Tarr e Ágnes Hranitzky (2000)
- Terra promessa (Promised Land), regia di Amos Gitai (2004)
- Die Blaue Grenze, regia di Till Franzen (2005)
- Vendredi ou un autre jour, regia di Yvan Le Moine (2005)
- Winterreise, regia di Hans Steinbichler (2006)
- Ai confini del paradiso (Auf der anderen Seite), regia di Fatih Akın (2007)
- Stolberg, episodio Tod im Wald, regia di Christine Hartmann (2008)
- Faust, regia di Aleksandr Sokurov (2011)
- Avanti, regia di Emmanuelle Antille (2012)
- Pandemia, regia di Lucio Fiorentino (2012)
- Vijay - Il mio amico indiano (Vijay and I), regia di Sam Garbarski (2013)
- The Quiet Roar, regia di Henrik Hellström (2014)
- Unless, regia di Alan Gilsenan (2016)
- Milada, regia di David Mrnka (2017)
- Fortunata, regia di Sergio Castellitto (2017)
- La Prière, regia di Cédric Kahn (2018)
- Il mistero Henri Pick (Le Mystère Henri Pick), regia di Rémi Bezançon (2019)
- È andato tutto bene (Tout s'est bien passé), regia di François Ozon (2021)
- Peter von Kant, regia di François Ozon (2022)
- Povere creature! (Poor Things), regia di Yorgos Lanthimos (2023)

### Televisione
- Die Revolte, regia di Reinhard Hauff – film TV (1969)
- Baal, regia di Volker Schlöndorff – film TV (1970)
- Il caffè (Das Kaffeehaus) regia di Rainer Werner Fassbinder – film TV (1970)
- Il viaggio di Niklashauser (Niklashauser Fahrt), regia di Rainer Werner Fassbinder – film TV (1970)
- Die Ahnfrau - Oratorium nach Franz Grillparzer, regia di Peer Raben – film TV (1971)
- Jakob von Gunten, regia di Peter Lilienthal – film TV (1971)
- Rio das mortes, regia di Rainer Werner Fassbinder – film TV (1971)
- Pionieri a Ingolstadt (Pioniere in Ingolstadt), regia di Rainer Werner Fassbinder – film TV (1971)
- La libertà di Brema (Bremer Freiheit), regia di Rainer Werner Fassbinder – film TV (1972)
- Selvaggina di passo (Wildwechsel), regia di Rainer Werner Fassbinder – film TV (1972)
- Otto ore non sono un giorno (Acht Stunden sind kein Tag) – miniserie TV, 5 puntate  (1972-1973)
- Haus am Meer, regia di Reinhard Hauff – film TV (1973)
- Der Katzensteg, regia di Peter Meincke – film TV (1975)
- Intermezzo für fünf Hände, regia di Ludwig Cremer – film TV (1976)
- Die dämonen – miniserie TV (1977)
- Aussagen nach einer Verhaftung auf Grund des Gesetzes gegen Unsittlichkeit, regia di George Moorse – film TV (1978)
- Il grande palpito (Die GroBe Flatter) – miniserie TV (1979)
- Berlin Alexanderplatz – miniserie TV, 12 puntate (1980)
- L'Aide-mémoire, regia di Pierre Boutron – TV (1984)
- Pietro il Grande – miniserie TV, 4 puntate (1986)
- Barnum, regia di Lee Philps – film TV (1986)
- Il veneziano, vita e amori di  Giacomo Casanova (Casanova), regia di Simon Langton– film TV (1987)
- El verano de la señora Forbes, regia di Jaime Humberto Hermosillo – film TV (1989)
- Me alquilo para soñar – miniserie TV 6 puntate (1992)
- Monologues – serie TV, 1 episodio (1993)
- Le bel horizon, regia di Charles L. Bitsch – film TV (1994)
- Association de bienfaiteurs – miniserie TV (1995)
- Angelo nero – miniserie TV, (1998)
- Absolitude, regia di Hiner Saleem – film TV (2001)
- Das Unreine Mal, regia di Thomas Freundner – film TV (2006)
- Clara, une passion française, regia di Sébastien Grall – film TV (2009)
- Tatort – serie TV, 1 episodio (2016)

#### Cortometraggi
- Il fidanzato, l'attrice e il ruffiano (Der Bräutigam die Komödiantin und der Zuhälter), regia di Jean-Marie Straub (1968)
- Silvesternacht - Ein Dialog, regia di Hajo Gies e Douglas Sirk (1978)
- Traum Protokolle, regia di Hanna Schygulla e Jacques Séchaud (2005)
- Specimens Slide, regia di Christiaan Bastiaans (2013)
- Ophelia, regia di Sergei Rostropovich (2014)

## Discografia
- Hanna Schygulla chante / singt (1997) musique et accompagnement Jean-Marie Sénia
- Théâtre des Bouffes du Nord, Quel que soit le songe, musique et accompagnement Jean-Marie Sénia (piano)

## Doppiatrici italiane
- Daniela Nobili in Le lacrime amare di Petra von Kant, Ai confini del paradiso, La terza generazione, Terra promessa
- Elettra Bisetti in Pietro il Grande, Faust
- Anna Melato in È andato tutto bene, Peter von Kant
- Ludovica Modugno in Il matrimonio di Maria Braun
- Solvejg D'Assunta in Storia di Piera
- Maria Pia Di Meo in Lili Marleen
- Ottavia Piccolo in Il futuro è donna
- Sonia Scotti in Angelo Nero
- Lorenza Biella in Effi Briest
- Daniela Di Giusto in Il mistero Henry Pick
- Angiola Baggi in Povere creature!

## Riconoscimenti
- Festival di Cannes
1983 – Prix d'interprétation féminine per Storia di Piera
- Festival internazionale del cinema di Berlino
1979 – Orso d'argento per la migliore attrice per Il matrimonio di Maria Braun
2010 – Orso d'oro alla carriera
- David di Donatello
1980 – David speciale per l'interpretazione in Il matrimonio di Maria Braun
1983 – David speciale per la sua prestigiosa presenza nel cinema europeo
1983 – Candidatura per la migliore attrice protagonista per Il mondo nuovo
- Taormina Film Fest
2007 – Taormina Arte Award
- Flaiano Film Festival
2002 – Premio alla carriera
- Golden Camera
1987 – Miglior attrice tedesca per Pietro il Grande
- Sant Jordi Awards
1985 – Miglior attrice straniera per Il mondo nuovo e Storia di Piera
- Telluride Film Festival
1985 – Silver Medallion
- São Paulo International Film Festival
2010 – Premio umanitario

- Deutscher Filmpreis
1969 – Candidatura per la miglior attrice non protagonista per Scene di caccia in bassa Baviera
1971 – Miglior attrice protagonista per Whity e Mathias Kneissl
1975 – Miglior cast per Falso movimento (condiviso con tutto il cast)
1979 – Miglior attrice protagonista per Il matrimonio di Maria Braun
1981 – Candidatura per la miglior attrice protagonista per Lili Marleen
1982 – Candidatura per la miglior attrice protagonista per L'inganno
2008 – Candidatura per la miglior attrice non protagonista per Ai confini del paradiso
- National Society of Film Critics
1980 – Candidatura per la miglior attrice protagonista per Il matrimonio di Maria Braun
2009 – Miglior attrice protagonista per Ai confini del paradiso
- New York Film Critics Circle Awards
1979 – Candidatura per la miglior attrice protagonista per Il matrimonio di Maria Braun
- Premio Bambi
1981 – Miglior attrice per Lili Marleen
1984 – Donna dell'anno